# خون‌درخت گونه‌گون
خون‌درخت گونه‌گون (نام علمی: Corymbia variegata) نام یک گونه از سرده خون‌درخت‌ها است.